# Ann Swisshelm Silver
Ann Swisshelm Silver (* 9. März 1968 in Middletown, Ohio) ist eine US-amerikanische Curlerin. 
Bei der Curling-Weltmeisterschaft spielte Swisshelm 1998, 2001 und 2003. Dabei gelang ihr 2003 der Gewinn der Meisterschaft, was ihr bisher größter Erfolg darstellt.
Als Lead nahm Swisshelm an den Olympischen Winterspielen 2002 in Salt Lake City teil. Die Mannschaft belegte den vierten Platz nach einem Ergebnis von 5:9 gegen Kanada im Spiel um den dritten Platz.

## Erfolge
- Weltmeisterin 2003
- US-amerikanische Meisterin 1998, 2001, 2003, 2010